# Zevegying Oidov
Zevegying Oidov (in mongolo: Зэвэгийн Ойдов; 25 maggio 1949) è un ex lottatore mongolo, specializzato nella lotta libera.

## Palmarès

### Olimpiadi
- 1 medaglia:
  - 1 argento (Montréal 1976 nei -62 kg)

### Mondiali
- 3 medaglie:
  - 2 ori (Istanbul 1974 nei -62 kg; Minsk 1975 nei -62 kg)
  - 1 bronzo (Losanna 1977 nei -68 kg)

### Giochi asiatici
- 2 medaglie:
  - 1 oro (Bangkok 1978 nei 68 kg)
  - 1 argento (Teheran 1974 nei 62 kg)